# Wereldbeker alpineskiën 2019/2020
Het FIS wereldbeker alpineskiën seizoen 2019/2020 was het 54e seizoen sinds het seizoen 1966/1967. De reeks wedstrijden werd op zaterdag 26 oktober 2019 geopend met de traditionele reuzenslalom voor vrouwen in het Oostenrijkse skioord Sölden in Tirol. Het seizoen werd op zaterdag 7 maart 2020 afgesloten met een Super G voor mannen in het Noorse Kvitfjell.
De alpineskiër die op het einde van het seizoen de meeste punten had verzameld, won de algemene wereldbeker. Ook per discipline werd een apart wereldbekerklassement opgemaakt.

## Mannen

### Kalender
| Datum      | Plaats                 | Onderdeel            | Eerste                         | Tweede                                 | Derde                                      |
| ---------- | ---------------------- | -------------------- | ------------------------------ | -------------------------------------- | ------------------------------------------ |
| 27/10/2019 | Sölden                 | Reuzenslalom         | Alexis Pinturault              | Mathieu Faivre                         | Žan Kranjec                                |
| 24/11/2019 | Levi                   | Slalom               | Henrik Kristoffersen           | Clément Noël                           | Daniel Yule                                |
| 30/11/2019 | Lake Louise            | Afdaling             | Thomas Dreßen                  | Dominik Paris                          | Carlo Janka Beat Feuz                      |
| 01/12/2019 | Lake Louise            | Super G              | Matthias Mayer                 | Dominik Paris                          | Vincent Kriechmayr Mauro Caviezel          |
| 06/12/2019 | Beaver Creek           | Super G              | Marco Odermatt                 | Aleksander Aamodt Kilde                | Matthias Mayer                             |
| 07/12/2019 | Beaver Creek           | Afdaling             | Beat Feuz                      | Johan Clarey Vincent Kriechmayr        |                                            |
| 08/12/2019 | Beaver Creek           | Reuzenslalom         | Tommy Ford                     | Henrik Kristoffersen                   | Leif Kristian Nestvold-Haugen              |
| 14/12/2019 | Val d'Isere            | Reuzenslalom         | Afgelast                       | Afgelast                               | Afgelast                                   |
| 15/12/2019 | Val d'Isere            | Slalom               | Alexis Pinturault              | André Myhrer                           | Stefano Gross                              |
| 20/12/2019 | Val Gardena            | Super G              | Vincent Kriechmayr             | Kjetil Jansrud                         | Thomas Dreßen                              |
| 21/12/2019 | Val Gardena            | Afdaling             | Afgelast                       | Afgelast                               | Afgelast                                   |
| 22/12/2019 | Alta Badia             | Reuzenslalom         | Henrik Kristoffersen           | Cyprien Sarrazin                       | Žan Kranjec                                |
| 23/12/2019 | Alta Badia             | Parallelreuzenslalom | Rasmus Windingstad             | Stefan Luitz                           | Roland Leitinger                           |
| 27/12/2019 | Bormio                 | Afdaling             | Dominik Paris                  | Beat Feuz                              | Matthias Mayer                             |
| 28/12/2019 | Bormio                 | Afdaling             | Dominik Paris                  | Urs Kryenbühl                          | Beat Feuz                                  |
| 29/12/2019 | Bormio                 | Alpine Combinatie    | Alexis Pinturault              | Aleksander Aamodt Kilde                | Loïc Meillard                              |
| 05/01/2020 | Zagreb                 | Slalom               | Clément Noël                   | Ramon Zenhäusern                       | Alex Vinatzer                              |
| 08/01/2020 | Madonna di Campiglio   | Slalom               | Daniel Yule                    | Henrik Kristoffersen                   | Clément Noël                               |
| 11/01/2020 | Adelboden              | Reuzenslalom         | Žan Kranjec                    | Filip Zubčić                           | Victor Muffat-Jeandet Henrik Kristoffersen |
| 12/01/2020 | Adelboden              | Slalom               | Daniel Yule                    | Henrik Kristoffersen                   | Marco Schwarz                              |
| 17/01/2020 | Wengen                 | Alpine Combinatie    | Matthias Mayer                 | Alexis Pinturault                      | Victor Muffat-Jeandet                      |
| 18/01/2020 | Wengen                 | Afdaling             | Beat Feuz                      | Dominik Paris                          | Thomas Dreßen                              |
| 19/01/2020 | Wengen                 | Slalom               | Clément Noël                   | Henrik Kristoffersen                   | Aleksandr Chorosjilov                      |
| 24/01/2020 | Kitzbühel              | Super G              | Kjetil Jansrud                 | Aleksander Aamodt Kilde Matthias Mayer |                                            |
| 25/01/2020 | Kitzbühel              | Afdaling             | Matthias Mayer                 | Vincent Kriechmayr Beat Feuz           |                                            |
| 26/01/2020 | Kitzbühel              | Slalom               | Daniel Yule                    | Marco Schwarz                          | Clément Noël                               |
| 28/01/2020 | Schladming             | Slalom               | Henrik Kristoffersen           | Alexis Pinturault                      | Daniel Yule                                |
| 01/02/2020 | Garmisch-Partenkirchen | Afdaling             | Thomas Dreßen                  | Aleksander Aamodt Kilde                | Johan Clarey                               |
| 02/02/2020 | Garmisch-Partenkirchen | Reuzenslalom         | Alexis Pinturault              | Loïc Meillard                          | Leif Kristian Nestvold-Haugen              |
| 08/02/2020 | Chamonix               | Slalom               | Clément Noël                   | Timon Haugan                           | Adrian Pertl                               |
| 09/02/2020 | Chamonix               | Parallelreuzenslalom | Loïc Meillard                  | Thomas Tumler                          | Alexander Schmid                           |
| 13/02/2020 | Saalbach-Hinterglemm   | Afdaling             | Thomas Dreßen                  | Beat Feuz                              | Mauro Caviezel                             |
| 14/02/2020 | Saalbach-Hinterglemm   | Super G              | Aleksander Aamodt Kilde        | Mauro Caviezel                         | Thomas Dreßen                              |
| 22/02/2020 | Yuzawa Naeba           | Reuzenslalom         | Filip Zubčić                   | Marco Odermatt                         | Tommy Ford                                 |
| 23/02/2020 | Yuzawa Naeba           | Slalom               | Afgelast                       | Afgelast                               | Afgelast                                   |
| 29/02/2020 | Hinterstoder           | Super G              | Vincent Kriechmayr             | Mauro Caviezel                         | Matthias Mayer                             |
| 01/03/2020 | Hinterstoder           | Alpine Combinatie    | Alexis Pinturault              | Mauro Caviezel                         | Aleksander Aamodt Kilde                    |
| 02/03/2020 | Hinterstoder           | Reuzenslalom         | Alexis Pinturault              | Filip Zubčić                           | Henrik Kristoffersen                       |
| 07/03/2020 | Kvitfjell              | Afdaling             | Matthias Mayer                 | Aleksander Aamodt Kilde                | Carlo Janka                                |
| 08/03/2020 | Kvitfjell              | Super G              | Afgelast vanwege te harde wind | Afgelast vanwege te harde wind         | Afgelast vanwege te harde wind             |
| 14/03/2020 | Kranjska Gora          | Reuzenslalom         | Afgelast vanwege coronavirus   | Afgelast vanwege coronavirus           | Afgelast vanwege coronavirus               |
| 15/03/2020 | Kranjska Gora          | Slalom               | Afgelast vanwege coronavirus   | Afgelast vanwege coronavirus           | Afgelast vanwege coronavirus               |
| 18/03/2020 | Cortina d'Ampezzo      | Afdaling             | Afgelast vanwege coronavirus   | Afgelast vanwege coronavirus           | Afgelast vanwege coronavirus               |
| 19/03/2020 | Cortina d'Ampezzo      | Super G              | Afgelast vanwege coronavirus   | Afgelast vanwege coronavirus           | Afgelast vanwege coronavirus               |
| 21/03/2020 | Cortina d'Ampezzo      | Reuzenslalom         | Afgelast vanwege coronavirus   | Afgelast vanwege coronavirus           | Afgelast vanwege coronavirus               |
| 22/03/2020 | Cortina d'Ampezzo      | Slalom               | Afgelast vanwege coronavirus   | Afgelast vanwege coronavirus           | Afgelast vanwege coronavirus               |

### Eindstanden
| Algemeen klassement | Algemeen klassement     | Algemeen klassement | Algemeen klassement | Algemeen klassement | Algemeen klassement   | Algemeen klassement | Algemeen klassement | Algemeen klassement | Algemeen klassement           | Algemeen klassement | Algemeen klassement |
| #                   | Naam                    | Land                | Punten              | #                   | Naam                  | Land                | Punten              | #                   | Naam                          | Land                | Punten              |
| ------------------- | ----------------------- | ------------------- | ------------------- | ------------------- | --------------------- | ------------------- | ------------------- | ------------------- | ----------------------------- | ------------------- | ------------------- |
| 1                   | Aleksander Aamodt Kilde | NOR                 | 1202                | 11                  | Dominik Paris         | ITA                 | 556                 | 21                  | Leif Kristian Nestvold-Haugen | NOR                 | 337                 |
| 2                   | Alexis Pinturault       | FRA                 | 1148                | 12                  | Clément Noël          | FRA                 | 550                 | 22                  | Tommy Ford                    | USA                 | 325                 |
| 3                   | Henrik Kristoffersen    | NOR                 | 1041                | 13                  | Daniel Yule           | SUI                 | 495                 | 23                  | Ramon Zenhäusern              | SUI                 | 323                 |
| 4                   | Matthias Mayer          | AUT                 | 916                 | 14                  | Filip Zubčić          | CRO                 | 475                 | 24                  | Travis Ganong                 | USA                 | 309                 |
| 5                   | Vincent Kriechmayr      | AUT                 | 794                 | 15                  | Victor Muffat-Jeandet | FRA                 | 465                 | 25                  | Sebastian Foss-Solevåg        | NOR                 | 297                 |
| 6                   | Beat Feuz               | SUI                 | 792                 | 16                  | Žan Kranjec           | SLO                 | 445                 | 26                  | Mattia Casse                  | ITA                 | 296                 |
| 7                   | Mauro Caviezel          | SUI                 | 669                 | 17                  | Marco Odermatt        | SUI                 | 434                 | 27                  | Lucas Braathen                | NOR                 | 284                 |
| 8                   | Kjetil Jansrud          | NOR                 | 665                 | 18                  | Marco Schwarz         | AUT                 | 414                 | 28                  | Carlo Janka                   | SUI                 | 277                 |
| 9                   | Thomas Dreßen           | GER                 | 602                 | 19                  | Johan Clarey          | FRA                 | 405                 | 29                  | Mathieu Faivre                | FRA                 | 249                 |
| 10                  | Loïc Meillard           | SUI                 | 579                 | 20                  | Ryan Cochran-Siegle   | USA                 | 375                 | 30                  | Nils Allegre                  | FRA                 | 243                 |

| Afdaling | Afdaling                | Afdaling | Afdaling |
| #        | Naam                    | Land     | Punten   |
| -------- | ----------------------- | -------- | -------- |
| 1        | Beat Feuz               | SUI      | 650      |
| 2        | Thomas Dreßen           | GER      | 438      |
| 3        | Matthias Mayer          | AUT      | 424      |
| 4        | Aleksander Aamodt Kilde | NOR      | 413      |
| 5        | Dominik Paris           | ITA      | 384      |
| 6        | Vincent Kriechmayr      | AUT      | 362      |
| 7        | Johan Clarey            | FRA      | 316      |
| 8        | Carlo Janka             | SUI      | 259      |
| 9        | Kjetil Jansrud          | NOR      | 248      |
| 10       | Mauro Caviezel          | SUI      | 220      |

| Super G | Super G                 | Super G | Super G |
| #       | Naam                    | Land    | Punten  |
| ------- | ----------------------- | ------- | ------- |
| 1       | Mauro Caviezel          | SUI     | 365     |
| 2       | Vincent Kriechmayr      | AUT     | 362     |
| 3       | Aleksander Aamodt Kilde | NOR     | 336     |
| 4       | Matthias Mayer          | AUT     | 324     |
| 5       | Kjetil Jansrud          | NOR     | 305     |
| 6       | Mattia Casse            | ITA     | 209     |
| 7       | Marco Odermatt          | SUI     | 203     |
| 8       | Alexis Pinturault       | FRA     | 169     |
| 9       | Thomas Dreßen           | GER     | 164     |
| 10      | Dominik Paris           | ITA     | 145     |

| Parallel | Parallel                      | Parallel | Parallel |
| #        | Naam                          | Land     | Punten   |
| -------- | ----------------------------- | -------- | -------- |
| 1        | Loïc Meillard                 | SUI      | 129      |
| 2        | Rasmus Windingstad            | NOR      | 103      |
| 3        | Stefan Luitz                  | GER      | 82       |
| 4        | Thomas Tumler                 | SUI      | 80       |
| 5        | Alexander Schmid              | GER      | 73       |
| 5        | Roland Leitinger              | AUT      | 73       |
| 7        | Thibaut Favrot                | FRA      | 66       |
| 8        | Henrik Kristoffersen          | NOR      | 62       |
| 9        | Leif Kristian Nestvold-Haugen | NOR      | 61       |
| 10       | Lucas Braathen                | NOR      | 59       |

| Reuzenslalom | Reuzenslalom                  | Reuzenslalom | Reuzenslalom |
| #            | Naam                          | Land         | Punten       |
| ------------ | ----------------------------- | ------------ | ------------ |
| 1            | Henrik Kristoffersen          | NOR          | 394          |
| 2            | Alexis Pinturault             | FRA          | 388          |
| 3            | Filip Zubčić                  | CRO          | 368          |
| 4            | Žan Kranjec                   | SLO          | 364          |
| 5            | Tommy Ford                    | USA          | 267          |
| 6            | Leif Kristian Nestvold-Haugen | NOR          | 249          |
| 7            | Mathieu Faivre                | FRA          | 225          |
| 8            | Aleksander Aamodt Kilde       | NOR          | 225          |
| 9            | Marco Odermatt                | SUI          | 211          |
| 10           | Victor Muffat-Jeandet         | FRA          | 191          |

| Slalom | Slalom                 | Slalom | Slalom |
| #      | Naam                   | Land   | Punten |
| ------ | ---------------------- | ------ | ------ |
| 1      | Henrik Kristoffersen   | NOR    | 552    |
| 2      | Clément Noël           | FRA    | 550    |
| 3      | Daniel Yule            | SUI    | 495    |
| 4      | Ramon Zenhäusern       | SUI    | 323    |
| 5      | Sebastian Foss-Solevåg | NOR    | 297    |
| 6      | Alexis Pinturault      | FRA    | 286    |
| 7      | Marco Schwarz          | AUT    | 274    |
| 8      | André Myhrer           | SWE    | 234    |
| 9      | Michael Matt           | AUT    | 182    |
| 10     | Aleksandr Chorosjilov  | RUS    | 174    |

| Combinatie | Combinatie              | Combinatie | Combinatie |
| #          | Naam                    | Land       | Punten     |
| ---------- | ----------------------- | ---------- | ---------- |
| 1          | Alexis Pinturault       | FRA        | 280        |
| 2          | Aleksander Aamodt Kilde | NOR        | 172        |
| 3          | Matthias Mayer          | AUT        | 140        |
| 4          | Riccardo Tonetti        | ITA        | 140        |
| 5          | Loïc Meillard           | SUI        | 139        |
| 6          | Victor Muffat-Jeandet   | FRA        | 124        |
| 7          | Kjetil Jansrud          | NOR        | 112        |
| 8          | Mauro Caviezel          | SUI        | 80         |
| 9          | Pavel Trichitsjev       | RUS        | 76         |
| 10         | Ryan Cochran-Siegle     | USA        | 70         |

## Vrouwen

### Kalender
| Datum      | Plaats                 | Onderdeel            | Eerste                                            | Tweede                                            | Derde                                             |
| ---------- | ---------------------- | -------------------- | ------------------------------------------------- | ------------------------------------------------- | ------------------------------------------------- |
| 26/10/2019 | Sölden                 | Reuzenslalom         | Alice Robinson                                    | Mikaela Shiffrin                                  | Tessa Worley                                      |
| 23/11/2019 | Levi                   | Slalom               | Mikaela Shiffrin                                  | Wendy Holdener                                    | Katharina Truppe                                  |
| 30/11/2019 | Killington             | Reuzenslalom         | Marta Bassino                                     | Federica Brignone                                 | Mikaela Shiffrin                                  |
| 01/12/2019 | Killington             | Slalom               | Mikaela Shiffrin                                  | Petra Vlhová                                      | Anna Swenn-Larsson                                |
| 06/12/2019 | Lake Louise            | Afdaling             | Ester Ledecká                                     | Corinne Suter                                     | Stephanie Venier                                  |
| 07/12/2019 | Lake Louise            | Afdaling             | Nicole Schmidhofer                                | Mikaela Shiffrin                                  | Francesca Marsaglia                               |
| 08/12/2019 | Lake Louise            | Super G              | Viktoria Rebensburg                               | Nicol Delago                                      | Corinne Suter                                     |
| 14/12/2019 | Sankt Moritz           | Super G              | Sofia Goggia                                      | Federica Brignone                                 | Mikaela Shiffrin                                  |
| 15/12/2019 | Sankt Moritz           | Parallelslalom       | Petra Vlhová                                      | Anna Swenn-Larsson                                | Franziska Gritsch                                 |
| 17/12/2019 | Courchevel             | Reuzenslalom         | Federica Brignone                                 | Mina Fürst Holtmann                               | Wendy Holdener                                    |
| 21/12/2019 | Val d'Isere            | Afdaling             | Afgelast                                          | Afgelast                                          | Afgelast                                          |
| 22/12/2019 | Val d'Isere            | Alpine Combinatie    | Afgelast                                          | Afgelast                                          | Afgelast                                          |
| 28/12/2019 | Lienz                  | Reuzenslalom         | Mikaela Shiffrin                                  | Marta Bassino                                     | Katharina Liensberger                             |
| 29/12/2019 | Lienz                  | Slalom               | Mikaela Shiffrin                                  | Petra Vlhová                                      | Michelle Gisin                                    |
| 04/01/2020 | Zagreb                 | Slalom               | Petra Vlhová                                      | Mikaela Shiffrin                                  | Katharina Liensberger                             |
| 11/01/2020 | Altenmarkt-Zauchensee  | Afdaling             | Corinne Suter                                     | Nicol Delago                                      | Michelle Gisin                                    |
| 12/01/2020 | Altenmarkt-Zauchensee  | Alpine Combinatie    | Federica Brignone                                 | Wendy Holdener                                    | Marta Bassino                                     |
| 14/01/2020 | Flachau                | Slalom               | Petra Vlhová                                      | Anna Swenn-Larsson                                | Mikaela Shiffrin                                  |
| 18/01/2020 | Sestriere              | Reuzenslalom         | Petra Vlhová Federica Brignone                    |                                                   | Mikaela Shiffrin                                  |
| 19/01/2020 | Sestriere              | Parallelreuzenslalom | Clara Direz                                       | Elisa Mörzinger                                   | Marta Bassino                                     |
| 24/01/2020 | Bansko                 | Afdaling             | Mikaela Shiffrin                                  | Federica Brignone                                 | Joana Hählen                                      |
| 25/01/2020 | Bansko                 | Afdaling             | Elena Curtoni                                     | Marta Bassino                                     | Federica Brignone                                 |
| 26/01/2020 | Bansko                 | Super G              | Mikaela Shiffrin                                  | Marta Bassino                                     | Lara Gut-Behrami                                  |
| 01/02/2020 | Sotsji                 | Afdaling             | Afgelast                                          | Afgelast                                          | Afgelast                                          |
| 02/02/2020 | Sotsji                 | Super G              | Federica Brignone                                 | Sofia Goggia                                      | Joana Hählen                                      |
| 08/02/2020 | Garmisch-Partenkirchen | Afdaling             | Viktoria Rebensburg                               | Federica Brignone                                 | Ester Ledecká                                     |
| 09/02/2020 | Garmisch-Partenkirchen | Super G              | Corinne Suter                                     | Nicole Schmidhofer                                | Wendy Holdener                                    |
| 15/02/2020 | Kranjska Gora          | Reuzenslalom         | Alice Robinson                                    | Petra Vlhová                                      | Wendy Holdener Meta Hrovat                        |
| 16/02/2020 | Kranjska Gora          | Slalom               | Petra Vlhová                                      | Wendy Holdener                                    | Katharina Truppe                                  |
| 21/02/2020 | Crans-Montana          | Afdaling             | Lara Gut-Behrami                                  | Corinne Suter                                     | Stephanie Venier                                  |
| 22/02/2020 | Crans-Montana          | Afdaling             | Lara Gut-Behrami                                  | Corinne Suter                                     | Nina Ortlieb                                      |
| 23/02/2020 | Crans-Montana          | Alpine Combinatie    | Federica Brignone                                 | Franziska Gritsch                                 | Ester Ledecká                                     |
| 29/02/2020 | La Thuile              | Super G              | Nina Ortlieb                                      | Federica Brignone                                 | Corinne Suter                                     |
| 01/03/2020 | La Thuile              | Alpine Combinatie    | Afgelast vanwege hevige sneeuwval                 | Afgelast vanwege hevige sneeuwval                 | Afgelast vanwege hevige sneeuwval                 |
| 07/03/2020 | Ofterschwang           | Reuzenslalom         | Afgelast vanwege gebrek aan sneeuw en slecht weer | Afgelast vanwege gebrek aan sneeuw en slecht weer | Afgelast vanwege gebrek aan sneeuw en slecht weer |
| 08/03/2020 | Ofterschwang           | Slalom               | Afgelast vanwege gebrek aan sneeuw en slecht weer | Afgelast vanwege gebrek aan sneeuw en slecht weer | Afgelast vanwege gebrek aan sneeuw en slecht weer |
| 12/03/2020 | Åre                    | Parallelslalom       | Afgelast vanwege coronavirus                      | Afgelast vanwege coronavirus                      | Afgelast vanwege coronavirus                      |
| 13/03/2020 | Åre                    | Reuzenslalom         | Afgelast vanwege coronavirus                      | Afgelast vanwege coronavirus                      | Afgelast vanwege coronavirus                      |
| 14/03/2020 | Åre                    | Slalom               | Afgelast vanwege coronavirus                      | Afgelast vanwege coronavirus                      | Afgelast vanwege coronavirus                      |
| 18/03/2020 | Cortina d'Ampezzo      | Afdaling             | Afgelast vanwege coronavirus                      | Afgelast vanwege coronavirus                      | Afgelast vanwege coronavirus                      |
| 19/03/2020 | Cortina d'Ampezzo      | Super G              | Afgelast vanwege coronavirus                      | Afgelast vanwege coronavirus                      | Afgelast vanwege coronavirus                      |
| 21/03/2020 | Cortina d'Ampezzo      | Slalom               | Afgelast vanwege coronavirus                      | Afgelast vanwege coronavirus                      | Afgelast vanwege coronavirus                      |
| 22/03/2020 | Cortina d'Ampezzo      | Reuzenslalom         | Afgelast vanwege coronavirus                      | Afgelast vanwege coronavirus                      | Afgelast vanwege coronavirus                      |

### Eindstanden
| Algemeen klassement | Algemeen klassement | Algemeen klassement | Algemeen klassement | Algemeen klassement | Algemeen klassement   | Algemeen klassement | Algemeen klassement | Algemeen klassement | Algemeen klassement | Algemeen klassement | Algemeen klassement |
| #                   | Naam                | Land                | Punten              | #                   | Naam                  | Land                | Punten              | #                   | Naam                | Land                | Punten              |
| ------------------- | ------------------- | ------------------- | ------------------- | ------------------- | --------------------- | ------------------- | ------------------- | ------------------- | ------------------- | ------------------- | ------------------- |
| 1                   | Federica Brignone   | ITA                 | 1378                | 11                  | Sofia Goggia          | ITA                 | 479                 | 21                  | Joana Hählen        | SUI                 | 297                 |
| 2                   | Mikaela Shiffrin    | USA                 | 1225                | 12                  | Nina Ortlieb          | AUT                 | 472                 | 22                  | Katharina Truppe    | AUT                 | 294                 |
| 3                   | Petra Vlhová        | SVK                 | 1189                | 13                  | Nicole Schmidhofer    | AUT                 | 445                 | 23                  | Nina Haver-Løseth   | NOR                 | 290                 |
| 4                   | Corinne Suter       | SUI                 | 837                 | 14                  | Stephanie Venier      | AUT                 | 438                 | 24                  | Francesca Marsaglia | ITA                 | 285                 |
| 5                   | Marta Bassino       | ITA                 | 817                 | 15                  | Elena Curtoni         | ITA                 | 434                 | 25                  | Meta Hrovat         | SLO                 | 279                 |
| 6                   | Wendy Holdener      | SUI                 | 791                 | 16                  | Katharina Liensberger | AUT                 | 401                 | 26                  | Franziska Gritsch   | AUT                 | 254                 |
| 7                   | Lara Gut-Behrami    | SUI                 | 616                 | 17                  | Romane Miradoli       | FRA                 | 330                 | 27                  | Ramona Siebenhofer  | AUT                 | 250                 |
| 8                   | Michelle Gisin      | SUI                 | 591                 | 18                  | Anna Swenn-Larsson    | SWE                 | 315                 | 28                  | Nicol Delago        | ITA                 | 248                 |
| 9                   | Viktoria Rebensburg | GER                 | 556                 | 19                  | Alice Robinson        | NZL                 | 310                 | 29                  | Tessa Worley        | FRA                 | 231                 |
| 10                  | Ester Ledecká       | CZE                 | 503                 | 20                  | Mina Fürst Holtmann   | NOR                 | 306                 | 30                  | Kira Weidle         | GER                 | 217                 |
| 10                  | Ester Ledecká       | CZE                 | 503                 | 20                  | Mina Fürst Holtmann   | NOR                 | 306                 | 30                  | Tamara Tippler      | AUT                 | 217                 |

| Afdaling | Afdaling            | Afdaling | Afdaling |
| #        | Naam                | Land     | Punten   |
| -------- | ------------------- | -------- | -------- |
| 1        | Corinne Suter       | SUI      | 477      |
| 2        | Ester Ledecká       | CZE      | 322      |
| 3        | Federica Brignone   | ITA      | 320      |
| 4        | Lara Gut-Behrami    | SUI      | 288      |
| 5        | Mikaela Shiffrin    | USA      | 256      |
| 6        | Elena Curtoni       | ITA      | 246      |
| 7        | Stephanie Venier    | AUT      | 233      |
| 7        | Nina Ortlieb        | AUT      | 233      |
| 9        | Nicole Schmidhofer  | AUT      | 228      |
| 10       | Viktoria Rebensburg | GER      | 211      |

| Super G | Super G             | Super G | Super G |
| #       | Naam                | Land    | Punten  |
| ------- | ------------------- | ------- | ------- |
| 1       | Corinne Suter       | SUI     | 360     |
| 2       | Federica Brignone   | ITA     | 341     |
| 3       | Nicole Schmidhofer  | AUT     | 217     |
| 4       | Lara Gut-Behrami    | SUI     | 209     |
| 5       | Stephanie Venier    | AUT     | 205     |
| 6       | Nina Ortlieb        | AUT     | 191     |
| 7       | Mikaela Shiffrin    | USA     | 186     |
| 8       | Sofia Goggia        | ITA     | 180     |
| 8       | Viktoria Rebensburg | GER     | 180     |
| 10      | Marta Bassino       | ITA     | 164     |

| Parallel | Parallel           | Parallel | Parallel |
| #        | Naam               | Land     | Punten   |
| -------- | ------------------ | -------- | -------- |
| 1        | Petra Vlhová       | SVK      | 113      |
| 2        | Clara Direz        | FRA      | 100      |
| 3        | Federica Brignone  | ITA      | 90       |
| 4        | Elisa Mörzinger    | AUT      | 80       |
| 4        | Anna Swenn-Larsson | SWE      | 80       |
| 6        | Marta Bassino      | ITA      | 78       |
| 7        | Kristin Lysdahl    | NOR      | 66       |
| 8        | Franziska Gritsch  | AUT      | 60       |
| 9        | Meta Hrovat        | SLO      | 58       |
| 10       | Sofia Goggia       | ITA      | 55       |

| Reuzenslalom | Reuzenslalom        | Reuzenslalom | Reuzenslalom |
| #            | Naam                | Land         | Punten       |
| ------------ | ------------------- | ------------ | ------------ |
| 1            | Federica Brignone   | ITA          | 407          |
| 2            | Petra Vlhová        | SVK          | 333          |
| 3            | Mikaela Shiffrin    | USA          | 314          |
| 4            | Marta Bassino       | ITA          | 309          |
| 5            | Alice Robinson      | NZL          | 300          |
| 6            | Wendy Holdener      | SUI          | 234          |
| 7            | Mina Fürst Holtmann | NOR          | 212          |
| 8            | Tessa Worley        | FRA          | 190          |
| 9            | Meta Hrovat         | SLO          | 168          |
| 10           | Viktoria Rebensburg | GER          | 160          |

| Slalom | Slalom                | Slalom | Slalom |
| #      | Naam                  | Land   | Punten |
| ------ | --------------------- | ------ | ------ |
| 1      | Petra Vlhová          | SVK    | 460    |
| 2      | Mikaela Shiffrin      | USA    | 440    |
| 3      | Katharina Liensberger | AUT    | 276    |
| 4      | Wendy Holdener        | SUI    | 260    |
| 5      | Anna Swenn-Larsson    | SWE    | 235    |
| 6      | Nina Haver-Løseth     | NOR    | 228    |
| 7      | Katharina Truppe      | AUT    | 209    |
| 8      | Michelle Gisin        | SUI    | 209    |
| 9      | Christina Ackermann   | GER    | 129    |
| 10     | Chiara Mair           | AUT    | 125    |

| Combinatie | Combinatie         | Combinatie | Combinatie |
| #          | Naam               | Land       | Punten     |
| ---------- | ------------------ | ---------- | ---------- |
| 1          | Federica Brignone  | ITA        | 200        |
| 2          | Wendy Holdener     | SUI        | 125        |
| 3          | Ester Ledecká      | CZE        | 100        |
| 4          | Franziska Gritsch  | AUT        | 80         |
| 5          | Ramona Siebenhofer | AUT        | 64         |
| 6          | Marta Bassino      | ITA        | 60         |
| 7          | Roni Remme         | CAN        | 58         |
| 8          | Michelle Gisin     | SUI        | 50         |
| 9          | Nina Ortlieb       | AUT        | 48         |
| 10         | Elena Curtoni      | ITA        | 45         |

## Uitzendrechten
- Bulgarije: BNT
- Canada: CBC Sports[4]
- China: CGTN
- Duitsland: ARD/ZDF[5]
- Finland: Yle en MTV3
- Georgië: Silknet
- Italië: RAI
- Japan: J Sports
- Kroatië: HRT
- Nederland: Eurosport
- Noorwegen: NRK en TV 2
- Oostenrijk: ORF
- Rusland: NTV PLUS en Match TV
- Slovenië: RTV Slovenia
- Slowakije: RTVS
- Zweden: SVT[6][7]
- Verenigd Koninkrijk: BBC
- Verenigde Staten: NBC
- Zwitserland: SRG SSR[8]
- Latijns en Zuid-Amerika: ESPN [9][10][11][12]